# Gajowa (Wrocław)
Gajowa (niem. Altenhain) – niegdyś folwark na północno-zachodnich peryferiach Wrocławia. Leżał w połowie drogi między Lohe (Ślęza) a Deutsch-Lissa (Leśnica), na północ od Frankfurter Str. (obecnie ulica Kosmonautów), obecnie w obszarze osiedla Leśnica.
Od 1928 w granicach administracyjnych miasta. Zniszczony podczas natarcia Armii Czerwonej na Festung Breslau na początku 1945 roku, a następnie rozebrany przez okolicznych mieszkańców. Obecnie teren folwarku jest niezabudowany i przynależy do osiedla Stabłowice. Altenhain został założony ok. 1860 roku przez pana von Alten, właściciela m.in. zamku w Stabłowicach. Oprócz zabudowań typowo folwarcznych znajdował się tu park oraz gospoda.
Nazwa Gajowa została wprowadzona w 1948 i nie powinna być mylona z innymi wrocławskimi osiedlami: Gajowice, Gaj ani Tarnogaj. Również wrocławskie ulice Gajowa i ul. Gajowicka nie mają żadnego związku z osiedlem Gajowa.
Niemal dokładnie na miejscu folwarku w 2011 roku rozpoczęto budowę nowego szpitala wojewódzkiego.
Współcześnie nazwę Gajowa przypisuje się pobliskiemu skupisku zabudowań przy Kosmonautów, w okolicach ulic Lewej, Trójkątnej, Grabowej, Bukowej i Białodrzewnej, za kąpieliskiem "Glinianki" (patrząc od strony centrum Wrocławia). Pomiędzy tymi ulicami przepływa potok Ługowina, płynący od Strachowic przez Żerniki do Odry, do której wpada w granicach Maślic.